# Lindsaea bouillodii
Lindsaea bouillodii är en ormbunkeart som beskrevs av Christ. Lindsaea bouillodii ingår i släktet Lindsaea och familjen Lindsaeaceae. Inga underarter finns listade.